# Paweł Piskorski
Pour les articles homonymes, voir Piskorski.
Paweł Bartłomiej Piskorski, né le 25 février 1968  à Varsovie, est un homme politique polonais.

## Biographie
Du 30 mars 1999 au 14 janvier 2002, Paweł Piskorski est président (maire) de Varsovie. Il est élu député en 1997 à la Diète de Pologne pour l'Union pour la liberté, qu'il quitte pour rejoindre la Plate-forme civique dont il devient le secrétaire général en 2004. 
Il devient député européen en juin 2004. Il est exclu de son parti en 2006 et devient ensuite président du Parti démocratique (SD).
Il est cité dans l'affaire des Panama Papers en avril 2016.